# Rohstoffvorkommen
Rohstoffvorkommen heißen im Bergbau, in der Geologie und Geografie die bekannten Vorkommen mineralischer und sonstiger Rohstoffe.

## Allgemeines
Im Gegensatz zur Lagerstätte sind Vorkommen nicht bauwürdig. „Wird die Bauwürdigkeitsgrenze nicht erreicht, so spricht man von einem Vorkommen“. Deshalb findet ein Abbau ausschließlich bei Lagerstätten statt. Diese Unterscheidung muss jedoch nicht dauerhaft sein. Ändern sich ein oder mehrere Bewertungskriterien der Bauwürdigkeit, so kann sich ein Vorkommen zu einer Lagerstätte wandeln oder eine Lagerstätte unter die Bauwürdigkeitsgrenze fallen. So hat beispielsweise der steigende Goldpreis dazu geführt, dass in Südafrika auch sehr tief liegende Goldvorkommen abbauwürdig wurden, weil hierdurch einige Goldminen wirtschaftlich betrieben werden konnten. Im Bergrecht werden Rohstoffvorkommen als Bodenschatz bezeichnet.

## Arten
Die Rohstoffe finden sich z. B. als Erz- und Halbmetall-Vorkommen, Erdgas-Felder, Kohleflöze, Salzstöcke oder Massenrohstoffe. 

## Sonstige Verwendung
In der allgemeinen Geografie und der Wirtschaftsgeografie umfasst der Begriff manchmal auch die Gesamtheit aller in einem Land vorkommenden Rohstoffe. Dazu zählt z. B. auch Fisch oder Holz. Als Reserven gelten die Ressourcen, die nachgewiesen und derzeit technisch und wirtschaftlich nutzbar sind. Ein größerer Teil der Ressourcen besteht aus nachgewiesenen, derzeit technisch und wirtschaftlich aber nicht gewinnbaren Vorkommen. Ihre Nutzung wäre unökonomisch, also wirtschaftlich nicht sinnvoll, und bleibt vorläufig aus.

## Wirtschaftliche Aspekte
Schätzungen zufolge verteilen sich die weltweiten Rohstoffvorkommen wie folgt:
| Staat                        | Rohstoffvorkommen (Wert in Billionen US-Dollar) | Anmerkungen                                                                                           |
| ---------------------------- | ----------------------------------------------- | --- |
| Volksrepublik China          | 13,2                                            | Hauptproduzent von seltenen Erden                                                                     |
| Irak                         | 18,0                                            | fünft größte Erdöl-Vorkommen weltweit                                                                 |
| Iran                         | 35,3                                            | nachgewiesene Erdöl-Reserven: 157 Mrd. Barrel                                                         |
| Kanada                       | 20,0                                            | dritt größte Erdöl-Vorkommen weltweit, größter Produzent von Nickel, Zink, Uran, Kadmium und Schwefel |
| Kuwait                       | 11,8                                            | nachgewiesene Erdöl-Reserven: 96 Mrd. Barrel                                                          |
| Russland                     | 40,7                                            | rohstoffreichstes Land der Welt, nachgewiesene Erdöl-Reserven: 87 Mrd. Barrel                         |
| Saudi-Arabien                | 33,0                                            | zweit größte Erdöl-Vorkommen weltweit, nachgewiesene Erdöl-Reserven: 266 Mrd. Barrel                  |
| Venezuela                    | 34,9                                            | größte Erdöl-Vorkommen weltweit, nachgewiesene Erdöl-Reserven: 300 Mrd. Barrel                        |
| Vereinigte Arabische Emirate | 16,4                                            | siebt größte Erdöl-Vorkommen weltweit, nachgewiesene Erdöl-Reserven: 99 Mrd. Barrel                   |
| Vereinigte Staaten           | 28,5                                            | nachgewiesene Erdöl-Reserven: 35 Mrd. Barrel, weitgehend durch Fracking gefördert                     |

Wertmäßig befinden sich die weltweit größten Rohstoffvorkommen in Russland, Venezuela besitzt die größten Erdöl-Vorkommen. Reich an Rohstoffvorkommen sind überwiegend Entwicklungs- und Schwellenländer. Von den Industriestaaten verfügen lediglich Kanada und die USA über umfangreiche Rohstoffvorkommen. 